# Nikolaus von Kaaden
Nikolaus von Kaaden, tschechisch Mikuláš z Kadaně (* um 1350 in Kadaň; † um 1420 vermutlich in Prag) war ein böhmischer Uhrmacher und Mechanikus.

## Leben und Werk

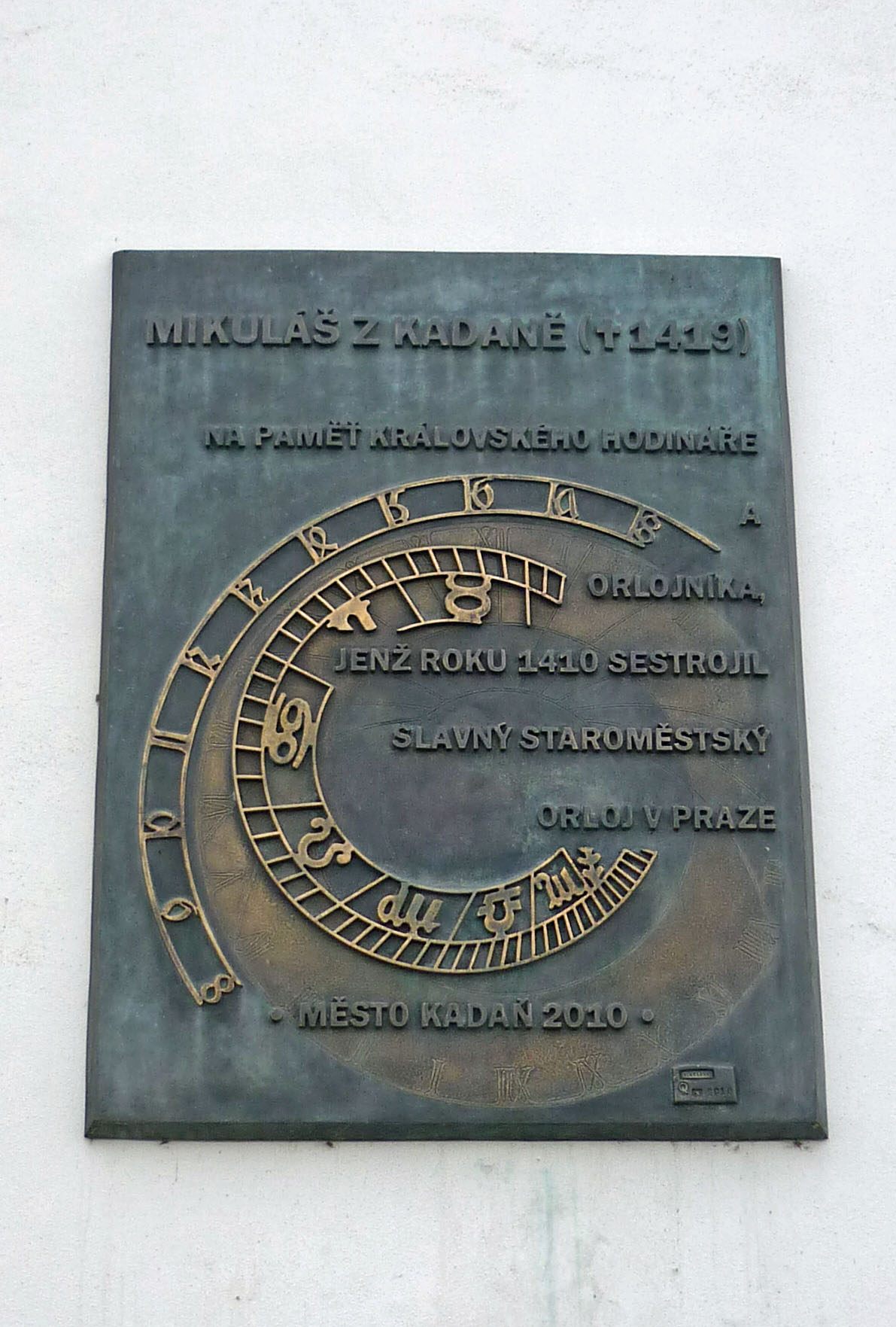
Gedenktafel für Nikolaus von Kaaden am Rathaus in Kaaden

Die erste Erwähnung fand Nikolaus von Kaaden bei dem kaiserlichen Uhrmacher Martin aus Prag, der im Jahr 1376 eine Bürgschaft gab, für „jemanden“, der aus Kaaden (Tschechisch: Kadaň) nach Prag kam. Schon im Jahr 1408 ist Nikolaus von Kaaden als königlicher Uhrmacher des Wenzel IV erwähnt. Er hatte die damalige, noch nicht astronomische, Uhr aus dem Jahr 1402 am Prager Rathaus in Obhut.
Er gilt als Erbauer des neuen mechanischen Uhrwerks der Prager Rathausuhr und des Astronomischen Zifferblatts nach den Plänen von Jan Šindel. Zu dieser Zeit müsste er schon ca. 60 Jahre alt gewesen sein.
Nach einem Schriftstück vom 9. Oktober 1410 wurde er für seine Arbeit belohnt. Der Prager Bürgermeister und Stadtrat lobte Meister Nikolaus von Kaaden für die ausgezeichnete Arbeit. In der Schrift ist das Ergebnis der Arbeit sehr gut dokumentiert. Die Uhr ist als astronomische Uhr mit einem Astrolabium beschrieben. Als Lohn erhielt er ein Haus am Haveltor (Havelská brána), das am unteren Teil des heutigen Wenzelsplatz stand.
Außerdem erhielt er einen einmaligen Betrag von 3000 Prager Groschen und zusätzlich ein jährliches Gehalt von 600 Prager Groschen. Damals war dies eine außerordentlich hohe Belohnung. Als Beispiel: 3000 Prager Groschen hatten einen Wert von 95 Kühen oder 17.500 Liter Bier.
Seine genauen Lebensdaten sind unbekannt; es wird angenommen, dass er um 1350 geboren wurde und um 1420, sehr wahrscheinlich in Prag, starb.